# Forever (Chris Brown)
Forever is een nummer van de Amerikaanse zanger Chris Brown. Het nummer is de eerste single van de heruitgave van zijn album Exclusive: The Forever Edition. In Nederland was het na With You de tweede single van Exclusive. Het nummer was alleen op download verkrijgbaar.

## Achtergrondinformatie
Forever is een van de vier nieuwe nummers die Brown opnam voor de heruitgave van zijn tweede studioalbum. Oorspronkelijk was het idee om de single With You op te volgen met het nummer Down, een samenwerking met Kanye West. Het nieuwe materiaal won het echter. Forever is geschreven door Brown met zijn tekstschrijversteam. In tegenstelling tot zijn voorganger With You is Forever een danceachtig nummer. De zang van Brown wordt gekenmerkt door het gebruik van vocoder.

## Videoclip
De videoclip werd in twee dagen geschoten in Los Angeles in april 2008. Joseph Kahn regisseerde hem.
De clip begint met Brown die een club binnenkomt, waar mensen dansen terwijl Brown begint te zingen. Later zie je hem zingen in een lege ruimte met lichteffecten. Tijdens het refrein dansen Brown en een achtergronddanser op de lege dansvloer in de club. Tijdens het tweede couplet loopt Brown buiten, zijn liefde achterna. Later zie je hem samen met het meisje op het dak van een gebouw. Uiteindelijk valt het meisje van het dak af, maar Brown vangt haar op. Aan het einde van de clip dansen ze samen in de club.
De choreografie lijkt erg op de bewegingen van Michael Jackson, vooral die in zijn clips van Don't Stop 'Til You Get Enough en Rock with You.

## Hitlijsten
In verschillende landen sloeg Forever aan. In Ierland en Nieuw-Zeeland werd het een nummer 1-hit. In de Nederlandse Top 40 kwam Forever niet verder dan nummer 24, al stond het wel twaalf weken genoteerd. Radio 538 verkoos het tot Alarmschijf.

## 'Wedding Entrance Dance'
Forever kwam in 2009 opnieuw in de belangstelling dankzij een YouTube-filmpje waarin vrienden en familie van een bruidspaar in de Verenigde Staten dansend op dit nummer de kerk binnen komen. De clip, bekend als de "JK Wedding Entrance Dance", was eind september 2009 al meer dan 25 miljoen keer bekeken. In het televisieprogramma Let's Dance, deden Viola Holt en Willibrord Frequin een imitatie van het filmpje.

## Hitnotering
| Forever in de Nederlandse Top 40 - binnen: 5 juli 2008 | Forever in de Nederlandse Top 40 - binnen: 5 juli 2008 | Forever in de Nederlandse Top 40 - binnen: 5 juli 2008 | Forever in de Nederlandse Top 40 - binnen: 5 juli 2008 | Forever in de Nederlandse Top 40 - binnen: 5 juli 2008 | Forever in de Nederlandse Top 40 - binnen: 5 juli 2008 | Forever in de Nederlandse Top 40 - binnen: 5 juli 2008 | Forever in de Nederlandse Top 40 - binnen: 5 juli 2008 | Forever in de Nederlandse Top 40 - binnen: 5 juli 2008 | Forever in de Nederlandse Top 40 - binnen: 5 juli 2008 | Forever in de Nederlandse Top 40 - binnen: 5 juli 2008 | Forever in de Nederlandse Top 40 - binnen: 5 juli 2008 | Forever in de Nederlandse Top 40 - binnen: 5 juli 2008 | Forever in de Nederlandse Top 40 - binnen: 5 juli 2008 |
| Week                                                   | 1                                                      | 2                                                      | 3                                                      | 4                                                      | 5                                                      | 6                                                      | 7                                                      | 8                                                      | 9                                                      | 10                                                     | 11                                                     | 12                                                     |                                                        |
| ------------------------------------------------------ | ------------------------------------------------------ | ------------------------------------------------------ | ------------------------------------------------------ | ------------------------------------------------------ | ------------------------------------------------------ | ------------------------------------------------------ | ------------------------------------------------------ | ------------------------------------------------------ | ------------------------------------------------------ | ------------------------------------------------------ | ------------------------------------------------------ | ------------------------------------------------------ | ------------------------------------------------------ |
| Nummer                                                 | 37                                                     | 27                                                     | 25                                                     | 25                                                     | 25                                                     | 24                                                     | 27                                                     | 27                                                     | 27                                                     | 28                                                     | 34                                                     | 40                                                     | uit                                                    |

## Tracklist
Amerikaanse promotie-cd
1. "Forever" (Main) - 4:00
2. "Forever" (Instrumentaal) - 4:00

Cd-single
1. "Forever" (Main)
2. "Forever" (23 Deluxe Remix)

Australische cd-single 
1. "Forever" (Main)
2. "Forever" (23 Deluxe Remix)
3. "Forever" (Cahill Club Mix)
4. "Forever" (Bobby Bass & J Remy Club Mix)
5. "Forever" (videoclip)